# Анрі Марі Бленвіль
Анрі Марі Бленвіль (фр. Henry Marie Ducrotay de Blainville) нар.* 12 вересня 1777 — †1 травня 1850) — французький зоолог і анатом. Автор терміна палеонтологія.

## Коротка біографія
Він був одним з найлютіших суперників Жоржа Кюв'є і його наступником на кафедрі порівняльної анатомії в Французькому музеї природної історії і в Колеж де Франс. Він застосовував свої принципи анатомії до класифікації і мав великий вплив на створення скелетної еволюції як одного з визначальних факторів класифікації.

## Названі на його честь види
На честь науковця названо кита ременезуб Бленвіля та птаха Peltops blainvillii.